# Ximena Caussin
Ximena Ingrid Caussin Villavicencio, más conocida simplemente como Ximena Caussin, su apellido se pronuncia Cosan. Es una cantante y actriz boliviana de género pop de ascendencia francesa, nació en la ciudad de Cochabamba el 25 de septiembre de 1985. Su disco fue grabado en Miami (EE. UU.), titulado Ojo por ojo, se hizo conocer en el año 2000 con una canción titulada Complicado, luego que en el año 2001 estrena otra canción titulada Amor eterno, una balada romántica y del mismo nombre del álbum discográfico Ojo por ojo. Actualmente está retirada de la música, ya que continuará su carrera artística como actriz en México donde actualmente reside.Cabe resaltar que en ninguna de las dos Opciones (Musica o actuación) existio el talento necesario.